# ジョー・デュマース
ジョー・デュマース3世（Joe Dumars Ⅲ、1963年5月24日 - ）はアメリカ合衆国の元バスケットボール選手。選手時代にはNBAのデトロイト・ピストンズのガードとして活躍し、ピストンズの"バッドボーイズ"時代の一員として優勝に貢献した。また、2014年まではピストンズのエグゼクティブマネージャーとして敏腕を振るっていた。2006年にはバスケットボール殿堂入りを果した。ルイジアナ州シュリーブポート出身。

## 経歴

### 学生時代
デュマースはマクニーズステート大学でプレーをし、卒業後は1985年のドラフト18位指名でデトロイト・ピストンズに入団する。彼の憧れの選手はアイザイア・トーマスであった。

### 選手時代
ピストンズは80年代後半から90年代初め、チャック・デイリーヘッドコーチの元で黄金期を迎えていた。デュマースはアイザイア・トーマス、ビル・レインビア、デニス・ロドマンらとともにチームの中核として1989年、1990年の2度の優勝に貢献した。特に1989年のNBAファイナルではマジック・ジョンソンを中心としたロサンゼルス・レイカーズを相手にピストンズは4連勝で優勝したが、デュマースは平均27.3ポイントを上げてファイナルMVPに選出される。
当時のピストンズは「バッドボーイズ」と呼称されるように気性の激しいトラブルメーカーの選手が多かったが､デュマースは数少ない紳士的で聡明な選手であった。そのため相手チームの中にも「ダーティなピストンズは嫌いだがデュマースは尊敬している」という選手も多く､ジョーダン・ルールの要として対戦したデュマースについてマイケル・ジョーダンはNBAで自分が対戦した選手の中で最も優れたディフェンダーだと彼を評している。
デュマースは選手時代に6回のオールスター選出、オールディフェンシブ・ファーストチーム選出4回を数え、通算成績は16,401ポイント、2,203リバウンド、4,612アシスト、902スティールを記録した。

### 引退後
デュマースは選手時代にも名選手として名を馳せたが、引退後の2000年からエグゼクティブマネージャーとしてピストンズのチームつくりに参画しており、その方面でも才能を発揮する事になる。2002-03シーズンにはNBA最優秀役員賞にも選出された。ピストンズはラリー・ブラウン指揮の下、2004年に優勝、2005年にカンファレンス優勝を果すがこの好成績にデュマースが果した功績は少なくない。特にラシード・ウォーレスを入団させたことがピストンズの成績向上につながった。ラシードはポートランド・トレイルブレイザーズ在籍時代は、『ミスター・テクニカルファウル』と称されるほど感情の抑えが出来ない選手であり、NBA関係者の間で"問題児"と評価されていた。このトレードはマスコミはじめ多くの関係者が首を捻ったが、結果はラリー・ブラウンの下で上手くチームに溶け込み優勝の大きな原動力となった。
他にもリチャード・ハミルトンをワシントン・ウィザーズからトレードで獲得した際、マイケル・ジョーダンに嫌われウィザーズから捨てられた事がショックで落ち込んでいるハミルトンに対し、自分が現役時代にマイケル・ジョーダンのダンクをブロックした写真を見せ「神様にだって間違いがある。君はうちで神様を見返せば良い。」と言って口説き、ピストンズ移籍後のハミルトンはチームの得点源として大活躍し、NBAを代表するシューティングガードとなりアイザイア・トーマスの持つプレーオフでの総得点数を超えてピストンズ歴代1位となる選手まで成長した。

## 個人成績

### NBA

#### レギュラーシーズン
| シーズン     | チーム       | GP    | GS  | MPG  | FG%  | 3P%  | FT%  | RPG | APG | SPG | BPG | PPG  |
| ------------ | ------------ | ----- | --- | ---- | ---- | ---- | ---- | --- | --- | --- | --- | ---- |
| 1985–86      | DET          | 82    | 45  | 23.9 | .481 | .313 | .798 | 1.5 | 4.8 | .8  | .1  | 9.4  |
| 1986–87      | DET          | 79    | 75  | 30.9 | .493 | .409 | .748 | 2.1 | 4.5 | 1.1 | .1  | 11.8 |
| 1987–88      | DET          | 82    | 82  | 33.3 | .472 | .211 | .815 | 2.4 | 4.7 | 1.1 | .2  | 14.2 |
| 1988–89      | DET          | 69    | 67  | 34.9 | .505 | .483 | .850 | 2.5 | 5.7 | .9  | .1  | 17.2 |
| 1989–90      | DET          | 75    | 71  | 34.4 | .480 | .400 | .900 | 2.8 | 4.9 | .8  | .0  | 17.8 |
| 1990–91      | DET          | 80    | 80  | 38.1 | .481 | .311 | .890 | 2.3 | 5.5 | 1.1 | .1  | 20.4 |
| 1991–92      | DET          | 82    | 82  | 38.9 | .448 | .408 | .867 | 2.3 | 4.6 | .9  | .1  | 19.9 |
| 1992–93      | DET          | 77    | 77  | 40.2 | .466 | .375 | .864 | 1.9 | 4.0 | 1.0 | .1  | 23.5 |
| 1993–94      | DET          | 69    | 69  | 37.6 | .452 | .388 | .836 | 2.2 | 3.8 | .9  | .1  | 20.4 |
| 1994–95      | DET          | 67    | 67  | 38.0 | .430 | .305 | .805 | 2.4 | 5.5 | 1.1 | .1  | 18.1 |
| 1995–96      | DET          | 67    | 40  | 32.7 | .426 | .406 | .822 | 2.1 | 4.0 | .6  | .0  | 11.8 |
| 1996–97      | DET          | 79    | 79  | 37.0 | .440 | .432 | .867 | 2.4 | 4.0 | .7  | .0  | 14.7 |
| 1997–98      | DET          | 72    | 72  | 32.3 | .416 | .371 | .825 | 1.4 | 3.5 | .6  | .0  | 13.1 |
| 1998–99      | DET          | 38    | 38  | 29.4 | .411 | .403 | .836 | 1.8 | 3.5 | .6  | .1  | 11.3 |
| 通算         | 通算         | 1,018 | 944 | 34.5 | .460 | .382 | .843 | 2.2 | 4.5 | .9  | .1  | 16.1 |
| オールスター | オールスター | 6     | 1   | 16.3 | .400 | .333 | .500 | 1.2 | 3.4 | .2  | .0  | 5.7  |

#### プレーオフ
| シーズン | チーム | GP  | GS  | MPG  | FG%  | 3P%  | FT%   | RPG | APG | SPG | BPG | PPG  |
| -------- | ------ | --- | --- | ---- | ---- | ---- | ----- | --- | --- | --- | --- | ---- |
| 1986     | DET    | 4   | 4   | 36.8 | .610 | ---  | .667  | 3.3 | 6.3 | 1.0 | .0  | 15.0 |
| 1987     | DET    | 15  | 15  | 31.5 | .538 | .667 | .780  | 1.3 | 4.8 | .8  | .1  | 12.7 |
| 1988     | DET    | 23  | 23  | 35.0 | .457 | .333 | .889  | 2.2 | 4.9 | .6  | .1  | 12.3 |
| 1989     | DET    | 17  | 17  | 36.5 | .455 | .083 | .861  | 2.6 | 5.6 | .7  | .1  | 17.6 |
| 1990     | DET    | 20  | 20  | 37.7 | .458 | .263 | .876  | 2.2 | 4.8 | 1.1 | .0  | 18.2 |
| 1991     | DET    | 15  | 15  | 39.2 | .429 | .405 | .845  | 3.3 | 4.1 | 1.1 | .1  | 20.6 |
| 1992     | DET    | 5   | 5   | 44.2 | .471 | .500 | .789  | 1.6 | 3.2 | 1.0 | .2  | 16.8 |
| 1996     | DET    | 3   | 3   | 41.0 | .457 | .357 | 1.000 | 4.3 | 3.7 | .0  | .0  | 13.7 |
| 1997     | DET    | 5   | 5   | 42.8 | .361 | .261 | .950  | 1.8 | 2.0 | 1.0 | .0  | 13.8 |
| 1999     | DET    | 5   | 5   | 30.6 | .487 | .526 | 1.000 | 1.4 | 2.6 | .4  | .0  | 10.2 |
| 通算     | 通算   | 112 | 112 | 36.6 | .462 | .358 | .855  | 2.3 | 4.6 | .8  | .1  | 15.6 |

## 著名な補強

### トレードでの獲得
- ベン・ウォーレス (2000年にグラント・ヒルと交換で獲得、2006年にシカゴ・ブルズに移籍、2009年にチームに復帰)
- コーリス・ウィリアムソン (2001年にジェローム・ウィリアムスと交換で獲得)
- ジョン・バリー (2001年にマティーン・クリーブスと交換で獲得)
- クリフ・ロビンソン (2001年にジャド・ブシュラーと交換で獲得)
- リチャード・ハミルトン (2002年にジェリー・スタックハウスと交換で獲得)
- リンジー・ハンター (2003年にマイケル・カリーと交換で獲得)
- ラシード・ウォーレス (2004年にハンターらと交換で獲得)
- カルロス・アローヨ (2005年にエルデン・キャンベルと交換で獲得)
- ウォルテル・エルマン(2007年にモハメドと交換で獲得)
- アレン・アイバーソン(2008年にチャウンシー・ビラップス、アントニオ・マクダイスらと交換で獲得)

### ドラフトでの獲得
- メメット・オカー (2001年、後にユタ・ジャズに移籍)
- テイショーン・プリンス (2002年)
- ダーコ・ミリチッチ (2003年、後にオーランド・マジックに移籍)
- カルロス・デルフィノ(2003年、後にトロント・ラプターズに移籍)
- ジェイソン・マキシエル(2005年)
- アミール・ジョンソン(2005年、後にトロント・ラプターズに移籍)
- ロドニー・スタッキー(2007年)
- アーロン・アフラロ(2007年、後にデンバー・ナゲッツに移籍)
- オースティン・デイ(2009年)
- ヨナス・イェレブコ(2009年)
- グレッグ・モンロー(2010年)

### FAでの獲得
- チャウンシー・ビラップス
- アントニオ・マクダイス
- クリス・ウェバー
- セオ・ラトリフ
- クワミ・ブラウン
- ベン・ゴードン
- チャーリー・ビラヌエバ
- トレイシー・マグレディ

### ヘッドコーチの招聘
- リック・カーライル
- ラリー・ブラウン
- フリップ・ソーンダーズ
- マイケル・カリー(アシスタントコーチからの昇格)
- ジョン・キュースター